# Sjoa
Der Fluss Sjoa  ist ein wasserreicher Wildfluss im norwegischen Innlandet. Er beginnt seinen Lauf am Ostende des Gjendesees bei Gjendesheim im Nationalpark Jotunheimen und fließt von dort aus in nordöstlicher Richtung. Er durchquert dabei das landschaftlich schöne Hochtal Sjoadalen, bevor er später in den Lågen mündet. 
Der Name Sjoa kommt von dem altnorwegischen Wort hjár, das der ..., der glitzert bedeutet.

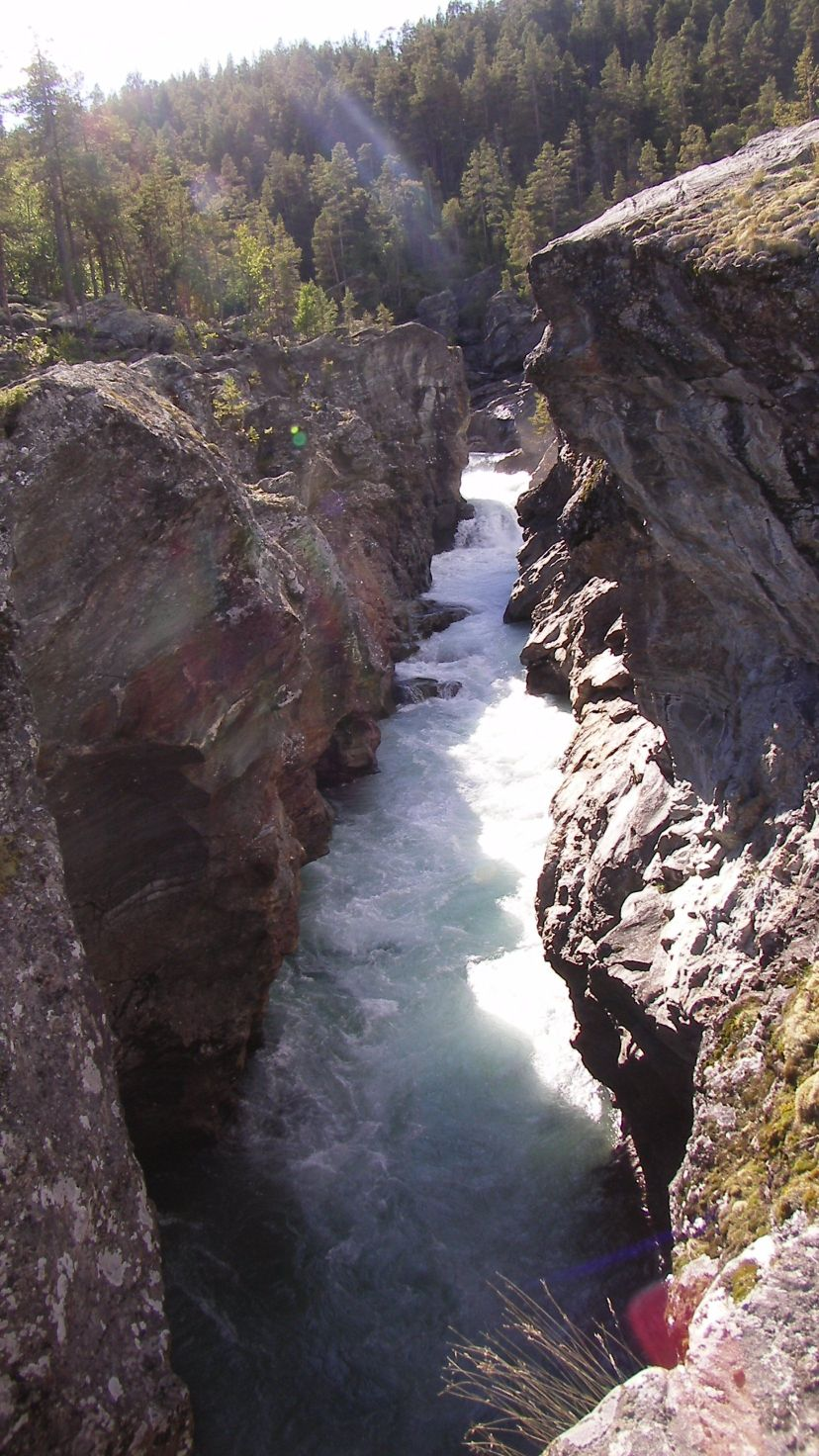
Ridderspranget

Die Sjoa durchfließt südlich des Ortes Randsverk eine Klamm, die als Ridderspranget („Rittersprung“) bekannt ist. Der Sage nach konnte der Ritter Sigvat Kvie nach einem Brautraub seinen Verfolgern entkommen, indem er mit seinem Pferd an dieser Stelle über die etwa drei Meter breite Kluft sprang und die nachkommenden Verfolger in die Schlucht stieß.
Der Fluss wurde 1973 durch einen Stortingbeschluss dauerhaft vor der Nutzung der Wasserkraft geschützt.

## Sport
Die letzten Kilometer des Flussverlaufs durch das Heidalen stellen ein sehr beliebtes Kajak- und Raftgewässer dar. Die Sjoa hat dabei unterschiedliche Schwierigkeitsgrade, meist III bis IV. Der sogenannte Durchbruch – die Mündung in den Lågen – bildet die schwierigste (befahrbare) Stelle und wird mit IV-V klassifiziert. Die Sjoa gilt als der bekannteste Wildwasserfluss in Norwegen.